# جون د. دون
جون د. دون (بالإنجليزية: John D. Dunne)‏ هو مختص في علم الهنديات أمريكي، ولد في 1961 في نيويورك في الولايات المتحدة.